# Mare Humboldtianum
Mare Humboldtianum (łac. Morze Humboldta) – morze księżycowe położone zarówno po widocznej, jak i niewidocznej stronie Księżyca, na wschód od Morza Zimna. Średnica morza równa jest 273 km, znajduje się ono wewnątrz większego basenu uderzeniowego. Nazwa została morzu nadana przez Johanna Heinricha von Mädlera na cześć Aleksandra von Humboldta.